# Taínština
Taínština je mrtvý indiánský jazyk, který patřil do jazykové rodiny aravackých jazyků. Tímto jazykem mluvil kmen Taínů a byl rozšířen na ostrovech v karibském moři (Bahamy, Velké Antily, Malé Antily). Taínové byli prvním indiánským kmenem se kterým se setkali Evropané, a proto evropské a další světové jazyky převzaly z taínštiny mnoho slov. Taínština téměř zmizela na přelomu 16. a 17. století, ale je velice pravděpodobné že v některých izolovaných komunitách se používal ještě do konce 19. století. Proto ani není taínština příliš dobře zdokumentovaná.

## Dialekty
Kryštof Kolumbus napsal:
| „ | ...od Baham po Kubu, od Portorika na Jamajku se mluví jedním jazykem, který má mnoho odlišných dialektů, ale všichni si rozumí. | “ |

Z různých dalších záznamů bylo zjištěno jaké dialekty taínština měla. Obvykle se dělí na dva velké dialekty: klasickou (východní) taínštinu, která se používala na Hispaniole a na Malých Antilách a dělila se na několik dalších dialektů. Druhým dialektem je ciboneyská (západní) taínština, která se používala v několika oblastech na Hispaniole, na Jamajce, na Kubě a na Bahamách. Také se dále dělila na další dialekty.

## Slova přejatá z taínštiny a taínské zeměpisné názvy
Protože taínština byla prvním indiánským jazykem se kterým se Evropané setkali tak bylo mnoho taínských slov přejato do španělštiny a dalších jazyků. Tato slova v češtině mají svůj původ v taínštině:
- Kánoe
- Kajman
- Hurikán
- Tabák
- Mangrovy

Tyto názvy míst v oblasti Karibiku pocházejí z taínštiny:
- Haiti (z taínského ha-yi-ti, v překladu horská země)
- Bahamy (z ba-ha-ma, velký-horní-střední)
- Jamajka (z ya-mah-ye-ka, velká duše země lidí)
- Kuba (z cu-bao, velká úrodná země)

## Příklady

### Číslovky
| Taínsky     | Česky |
| aba         | jedna |
| biyama      | dvě   |
| konakun     | tři   |
| biáburi     | čtyři |
| abakabo     | pět   |
| yamokonakun | šest  |
| yamobakabo  | sedm  |
| yamobiáburi | osm   |
| kishibuti   | devět |
| biyamakabo  | deset |